# 宇佐美コマース
宇佐美コマース株式会社（うさみこまーす、英文社名：USAMI COMMERCE CO.,LTD.）は、かつて存在した石油製品等の販売を手掛けていた商社。東京都中央区日本橋に本社を置いていた。2012年までは古河グループに属し、古河機械金属グループの燃料事業を担う中核事業会社（連結子会社）であったが、その後は株式会社宇佐美鉱油の100%子会社となっていた。

## 会社概要
- 会社設立は1960年4月。昭和30年代に起きたエネルギー革命に対応すべく、古河鉱業株式会社（現・古河機械金属株式会社）の全額出資により設立された古河石油商事が起源。[2]
- 古河石油商事は大協石油（現・コスモ石油株式会社）と特約店契約を結び、その後、直営ガソリンスタンドの増設や傘下販売店網の拡充を進め実績を伸ばす。[2]
- 2000年4月、古河機械金属が全額出資する古河石油商事・古河興産・平塚化工機の3社が合併・統合し古河コマースが発足する[3]。
  - 古河コマースは、石油部・商事部・保険部より構成された。
  - 統合以後、当社石油部が古河機械金属株式会社の石油販売部門となる[2]2008年7月からは古河機械金属株式会社の燃料部門を承継した[4]。
  - 商事部は、1949年11月に古河鉱業株式会社（現・古河機械金属株式会社）の全額出資によって設立された日新興業を発祥とする。その後古河グループ各社製品の取扱拡充に伴い、古河電気工業・富士電機・日本ゼオン・横浜ゴム・日本軽金属・旭電化工業（現・株式会社ADEKA）の資本参加により改称した古河興産から、古河コマーズ発足により業務を継承しその商事部門として再出発した。部内は「ポンプグループ」と「商品グループ」の2つに分けられ、ポンプグループは、古河製ポンプのほか荏原・日立・鶴見・エレポン化工機・ミクニ機械・寺田ポンプ等他社製品までを範囲としたポンプの販売を主業とした。商品グループは、ウェルアップ[5][6][7]（「痛くないハイテクはり灸」、製造は株式会社ウエルネス[8]）・機械品・酸化チタン・解体工事・コピー機・マイクロプレートの販売・ボウリング場の運営（平塚パールレーン[9][10]）
  - かつて、古河機械金属にボウリング事業部が存在し、OD:Odin（オーディーン）というブランド名にてボウリング機器を開発製造していた[11]。古河機械金属がボウリング事業廃止後、機器のメンテナンス等を当社が行っていた[12]のちに、当社でもオーディン・ボウリング部品の取扱終了し、カシマサービスに移管されている[9]。
  - 保険部は、アメリカンファミリー（AFLAC）と損保ジャパンの代理店業務を行っていた[13]。2010年7月1日をもって、トータル保険サービスに業務移管した[14]。この業務移管を以って、古河コマース社の業務は燃料販売に特化することになった。
- 当社業績の大きな改善は期待できないことから、燃料事業から撤退し経営資源を機械及び素材事業等に集中するべきとし、2012年10月1日古河コマースの全株式が株式会社宇佐美鉱油に譲渡された[1]。
  - その際、古河コマースは、株式譲渡により株式会社宇佐美鉱油の100%子会社となることから、古河機械金属との間に資本・人的関係はなくなったが、古河コマースに事業を円滑に新会社に引き継がせることを考慮し、現商号（「古河」の社名）を譲渡日より1年間（2013年9月30日まで）使用することが認められた[1]。
- 2016年7月1日、同じく宇佐美グループの株式会社宇佐美エナジーに吸収合併され解散した。

## 主力製品・事業
- 重油
- 揮発油
- 軽油
- 灯油
- 潤滑油
- LPG
- コークス

## 事業所所在地
- 本社：東京都中央区日本橋1丁目5-3 日本橋西川ビル八階[14]
- 東京支店：東京都千代田区丸の内2-2-3
- 大阪支店：大阪府大阪市北区堂島浜2-1-9

## 沿革
- 2008年 - 古河機械金属から分社し、古河コマース株式会社を設立。
- 2013年 - 宇佐美コマースに商号変更。
- 2016年 - 株式会社宇佐美エナジーに吸収合併され解散。